# راز کتیبه راگیو
راز کتیبه راگیو (انگلیسی: Yagyu Secret Scrolls) یک فیلم ژاپنی به کارگردانی هیروشی ایناگاکی است که در سال ۱۹۵۸ منتشر شد.

## بازیگران
- توشیرو میفونه
- تسوروتا کوجی
- یوشیکو کوگا
- ماریکو اوکادا
- دنجیرو اوکوچی
- کیوکو کاگاوا
- نوبوکو اوتاوا